# Podwójna osobowość (film)
Podwójna osobowość (hiszp. Segunda piel) – hiszpański melodramat z 1999 roku w reżyserii Gerardo Very. Zdjęcia kręcono w Madrycie i w Benicàssim (prowincja Castellón).
Film opowiada o namiętnym romansie żonatego, ukrywającego swoją homoseksualność mężczyzny (Jordi Mollà) oraz ujawnionego chirurga (Javier Bardem). Projekt miał swoją premierę podczas ceremonii rozdania nagród Goya w grudniu 1999 roku. Rok później Mollà nominowany był do tej nagrody za rolę pierwszoplanową. Na ekrany hiszpańskich kin film wszedł 14 stycznia 2000 roku.

## Obsada
- Javier Bardem − Diego
- Jordi Mollà − Alberto García
- Ariadna Gil − Elena
- Cecilia Roth − Eva
- Mercedes Sampietro − María Elena
- Javier Albalá − Rafael

## Festiwale filmowe
- 2000: Miami Gay and Lesbian Film Festival
- 2000: San Francisco International Lesbian and Gay Film Festival
- 2000: Manchester Queer Up North Festival
- 2000: Rio de Janeiro International Film Festival
- 2001: Spanish Film Festival (AUS)
- 2002: Cineteca Nacional (MEX)
- 2002: Vancouver Queer Film and Video Festival
- 2002: España, Francia, Italia: Cine del Tercer Milenio (ARG)
- 2004: Q! Film Festival (IDN)

## Nagrody i wyróżnienia
- 2000, Academia de las Artes y las Ciencias Cinematográficas de España:
  - nominacja do nagrody Goya w kategorii najlepszy aktor w roli pierwszoplanowej (wyróżniony: Jordi Mollà)
- 2000, Premios Butaca de teatro y cine de Cataluña:
  - nominacja do nagrody Butaca w kategorii najlepsza katalońska aktorka filmowa (Ariadna Gil)
- 2001, Fotogramas de Plata:
  - nagroda Fotogramas de Plata w kategorii najlepszy aktor filmowy (Javier Bardem)
- 2002, Glitter Awards:
  - nagroda Glitter w kategorii najlepszy film fabularny, wyłoniony przez przedstawicieli światowych festiwali kina gejowskiego (Gerardo Vera)